# Nans-les-Pins
Nans-les-Pins este o comună în departamentul Var din sud-estul Franței. În 2009 avea o populație de 2.462 de locuitori.

## Evoluția populației
| An        | 1975 | 1982 | 1990  | 1999  | 2006  | 2009  |
| --------- | ---- | ---- | ----- | ----- | ----- | ----- |
| Populație | 372  | 619  | 1.110 | 1.617 | 2.264 | 2.462 |